# Fuerza Armada Nacional Bolivariana
La Fuerza Armada Nacional Bolivariana (FANB) es la institución armada al servicio de la defensa de Venezuela y se constituye por cinco componentes: Ejército Bolivariano (EB), Armada Bolivariana (AB), Aviación Militar Bolivariana (AMB), Guardia Nacional Bolivariana (GNB) y la Milicia Bolivariana (MB).
Está conformada por oficiales de comando, oficiales técnicos, oficiales de tropa, graduados en las doce academias que estructuran la Universidad Militar Bolivariana de Venezuela (UMBV), además de los asimilados, y asimilados técnicos. También se encuentra la tropa profesional (sargentos), tropa alistada y personal civil dentro de la FANB.
El actual ministro del Poder Popular para la Defensa que dirige la institución militar es el general en jefe Vladimir Padrino López y el comandante del Comando Estratégico Operacional de la Fuerza Armada Nacional Bolivariana (CEOFANB), es el general en jefe Domingo Hernández Lárez.

## Historia

### Guerra de Independencia
La fundación de la FANB, se remonta al año 1810, por orden de la Junta Suprema de Caracas se crea la Academia Militar de Matemáticas. Dicha Academia estaría activa por el tiempo en campaña pero con el desarrollo de la guerra de Independencia, y la quiebra de la Primera República, no pudo establecerse por completo como un instituto militar.

### Periodo contemporáneo
Desde el año 2000, las mujeres tienen la posibilidad de unirse al ejército venezolano.
Respecto a ciertos incidentes de seguridad, ha habido informes sobre la presencia de individuos de nacionalidad cubana participando en labores de seguridad pública y respuesta a manifestaciones de la oposición. Sin embargo, el gobierno de Maduro ha refutado tales afirmaciones. Tres generales retirados del ejército venezolano, Enrique Prieto Silva, Miguel Aparicio y Ángel Vivas, han dado su opinión sobre estas denuncias, señalando que ciertas tácticas empleadas por algunas fuerzas de seguridad en respuesta a las protestas no están alineadas con los protocolos de entrenamiento estándar de las fuerzas armadas venezolanas.

## Comando Estratégico Operacional
Su jurisdicción es todo el espacio geográfico de la nación y las áreas continentales, acuáticas y espaciales de acuerdo con los tratados suscritos y ratificados por la República Bolivariana de Venezuela, no viciados de nulidad. Su funcionamiento y organización se encuentra normado en el capítulo V (artículos 37-50) de la Ley Orgánica de la Fuerza Armada Nacional Bolivariana. La creación del CEOFANB (Comando Estratégico Operacional de la Fuerza Armada Nacional Bolivariana) en el año 2005 responde a la necesidad de materializar la doctrina de defensa venezolana denominada "Sistema Defensivo Territorial", que concibe la defensa nacional como un esfuerzo conjunto dentro de un espacio geográfico común. En este sentido, se crearon las Regiones Estratégicas de Defensa Integral (REDI), Zonas Operativas de Defensa Integral (ZODI) y Áreas de Defensa Integral (ADI).

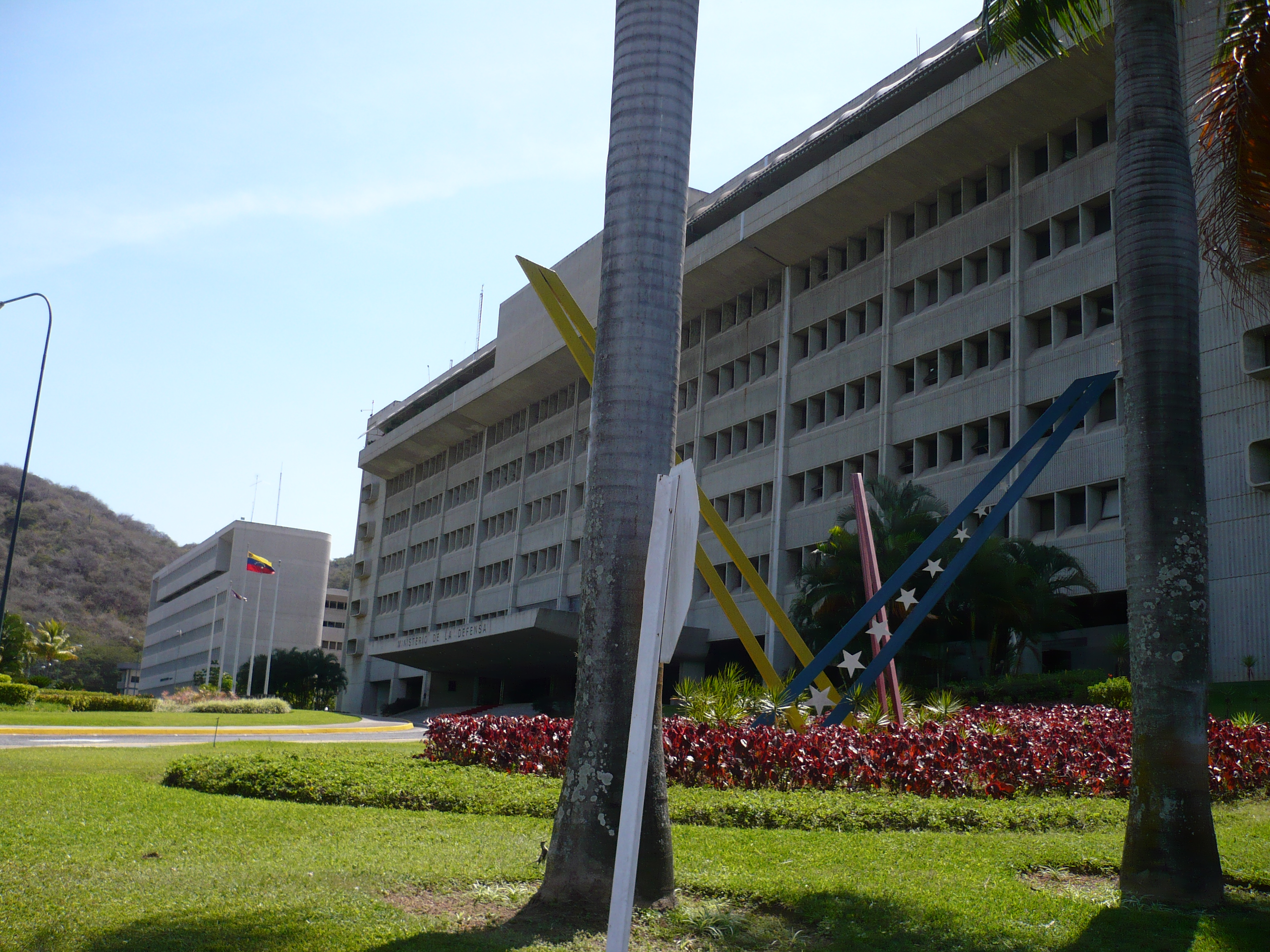
Sede del Ministerio del Poder Popular para la Defensa en Fuerte Tiuna, Caracas.

Su actual comandante es el general en jefe Domingo Hernández Lárez, y el jefe del Estado Mayor del CEOFANB es el mayor general José Gregorio Moreno.

### Sistema Defensivo Territorial
El Sistema Defensivo Territorial es una doctrina militar defensiva de Venezuela que se define como "conjunto de medidas y actividades patriótico-bolivarianas, jurídicas, de protección civil, económicas, militares, de seguridad y orden interno, de seguridad ciudadana, ambientales, diplomáticas y los órganos, entidades y empresas que las implementan desde tiempo de paz y ejecutan en situaciones excepcionales, en los niveles nacional, regional, estatal, municipal, parroquial y comunal, tanto en el campo de la lucha armada, como en el de la no armada" [1].
Tras la entrada en vigencia de la Ley Orgánica de la Fuerza Armada Nacional Bolivariana del año 2009, el Sistema Defensivo Territorial se distribuyó en Regiones Estratégicas de Defensa Integral (REDI), Zonas Operativas de Defensa Integral (ZODI) y Áreas de Defensa Integral (ADI).

## Educación
Los oficiales de comando, tropa, técnicos y médicos cirujanos militares, son egresados de la Universidad Militar Bolivariana de Venezuela (UMBV) en sus diferentes academias adscritas a la Universidad Militar las cuales son:
- Academia Militar del Ejército Bolivariano (AMEB).
- Academia Militar de la Armada Bolivariana (AMARB).
- Academia Militar de la Aviación Bolivariana (AMAB).
- Academia Militar de la Guardia Nacional Bolivariana (AMGNB).
- Academia Militar de Oficiales de Tropa C/J Hugo Rafael Chávez Frías (AMOTHCH).
- Academia Técnica Militar Bolivariana (ATMB), dividida en seis academias:
  - Academia Técnica Militar del Ejército Bolivariano (AMTEB).
  - Academia Técnica Militar de la Armada Bolivariana (ATMARB).
  - Academia Técnica Militar de la Aviación Bolivariana (ATMAB).
  - Academia Técnica Militar de la Guardia Nacional Bolivariana (ATMGNB).
  - Academia Técnica Militar de la Milicia Nacional Bolivariana (ATMMNB).
  - Academia Técnica Militar de Comunicaciones y Electrónica (ATMCYE).
  - Academia Militar de Ciencias de la Salud (AMCS).
- Academia Militar de Medicina (AMMED).

Mientras que los asimilados y tropa profesional de las Escuelas de Formación Nacionales. Los que prestan servicio militar son llamados tropa alistada y son formados en cualquier destacamento, cuartel o jurisdicción militar alrededor de Venezuela.
Cabe recalcar que la UMBV cuenta con distintas escuelas e institutos para la realización de cursos y posgrados (especializaciones, maestrías, etc.).

### Mujeres en las Fuerzas Armadas

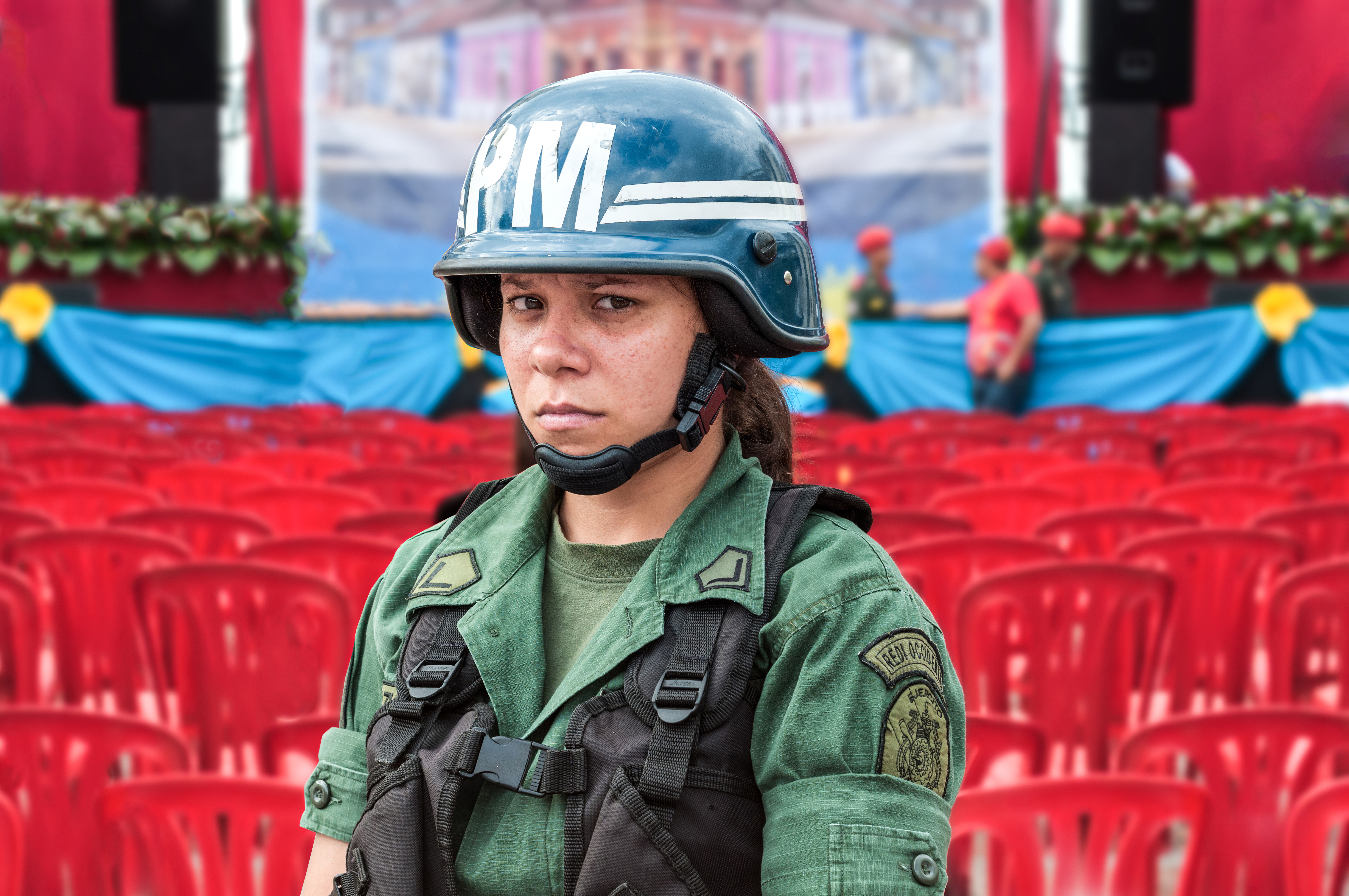
Mujer de las Fuerzas Armadas Bolivarianas en una reunión presidencial

Actualmente, los cinco componentes que conforman la FANB, cuentan con mujeres que eligen una carrera militar para su desarrollo profesional como parte de sus filas, ya sea como personal enlistado, suboficiales y oficiales. Dentro de estas ramas de servicio, la mujer militar venezolana ha alcanzado importantes posiciones. Niños y niñas también se unen como estudiantes de las diversas instituciones educativas operadas conjuntamente por las ramas de servicio de la FANB a través de sus fundaciones y el Ministerio de Educación desde el preescolar hasta el nivel secundario.
Fechas históricas de los logros de las mujeres venezolanas en la Fuerza Armada Nacional Bolivariana:
- Julio de 1977: primer contingente de mujeres en ingresar a una escuela de entrenamiento de oficiales de las fuerzas armadas de Venezuela, específicamente a la escuela de aviación en Maracay.
- En octubre de 1999, egresan de la Escuela de formación de Guardias Nacionales GD. Victor Anselmo Fernández Escobar, ubicado en Cordero estado Táchira, 83 mujeres en ser pioneras en la categoría de Tropa Profesional.
- Junio de 2007: primera mujer piloto certificada para volar el helicóptero Mi-26, el helicóptero más grande del mundo.[cita requerida]
- 4 de julio de 2007: primera mujer promovida al rango de Contraalmirante.[cita requerida]
- 28 de diciembre de 2008: una mujer General de Brigada fundó la Escuela Técnica Militar de la FANB (hoy la Academia Técnica Militar y anteriormente la Escuela Básica de las Fuerzas Armadas) como Directora, la primera mujer en ocupar el puesto de directora en una academia de servicio venezolana.[cita requerida]
- 5 de julio de 2010: el Gobierno venezolano confirió a Manuela Sáenz (también llamada la "Libertadora del Libertador"), el grado de general de brigada del ejército bolivariano de Venezuela póstumamente, como el "reconocimiento póstumo de las virtudes de la heroína de la independencia americana" debido a sus destacadas contribuciones en las guerras de independencia hispanoamericanas.[26]
- 27 de noviembre de 2009: primera mujer piloto de aeronaves de combate.[cita requerida]
- 23 de enero de 2012: primera mujer en completar un vuelo en un Super King Air B200 de la Fuerza Aérea Venezolana[27]
- 3 de julio de 2012: primera mujer promovida a Almirante.[cita requerida]
- 28 de mayo de 2013: el Comando Aéreo de la Guardia Nacional Venezolana dio la bienvenida a su primera piloto mujer en la historia.[28]

## Componentes

### Ejército Bolivariano

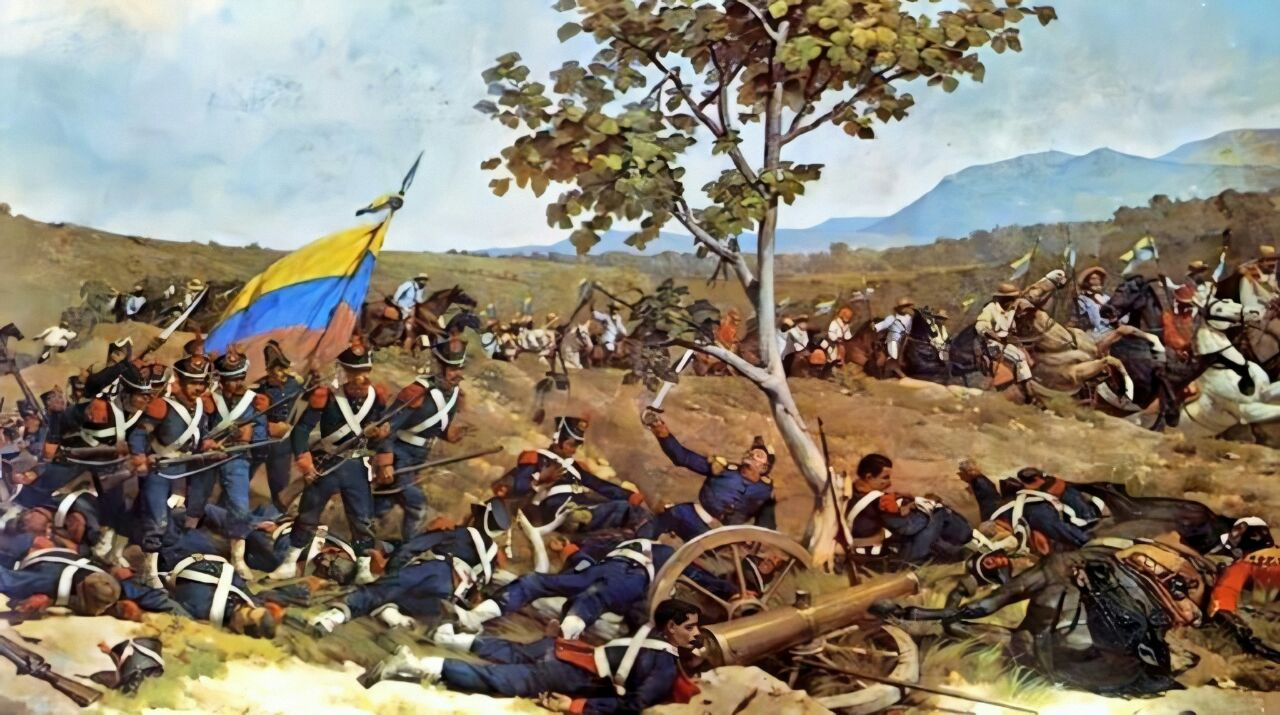
Batalla de Carabobo.

El Ejército Bolivariano, está conformado hoy por unos 210.000 efectivos (incluidos los conscriptos), su función principal es la de planificar, ejecutar y controlar las operaciones militares terrestres en coordinación con los restantes componentes de la fuerza Armada Nacional, en procura de la Defensa integral de la Nación. Está organizado actualmente por seis Divisiones operativas, un Comando de la Aviación del Ejército, un Cuerpo de Ingenieros, y los comandos de logística y de las escuelas, respectivamente. Es un ejército moderno con unidades acorazadas, de infantería, de ingenieros y de artillería, con recursos que le permiten desarrollar operaciones de tipo aeroterrestre.[cita requerida]

El origen más antiguo del Ejército organizado y profesionalizado que conocemos hoy, se remonta a las Tropas españolas acantonadas en la otra Provincia de Venezuela, de finales del siglo XVIII. Hasta 1786 política y militarmente, la Provincia de Venezuela dependió de Santo Domingo (hoy República Dominicana) o de Santa Fe (hoy Colombia), pero a partir de ese año, el 13 de septiembre se crea una Audiencia, por lo que las tropas españolas acantonas en dicha localidad, pasan a un mando local. Pero también las demás provincias del país, pasaron al mando del Capitán General de Caracas. Se crean de esta manera una serie de unidades autónomas. Anteriormente, y desde 1732 que se crea la Comandancia Militar, se habían creado una serie de batallones, y había unos piquetes de Infantería pertenecientes a regimientos afincados en España. Los primeros piquetes de Caballería se forman en 1751, cuando arriban cuatro de España. Dos años después (1753) se crean las primeras compañías de Artillería, y comienzan a ingresar a las filas criollos blancos y pardos. Ese mismo año se crea el Batallón fijo de Caracas. Hasta la Creación de este batallón, la defensa colonial se basada en pequeñas compañías de milicianos. Progresivamente, la política de la Corona Española, va cediendo y permite el ingreso a las milicias de morenos y negros. Fue bajo este crisol de unidades que se formaron la mayoría de los cuadros de oficiales que luego desarrollarían y comandarían las Tropas Patriotas en la Guerra de Emancipación, incluidos el generalísimo Francisco de Miranda, el Libertador Simón Bolívar, el padre de Bolívar (que llegó a ser coronel de las Milicias de Aragua), los generales en jefe Santiago Mariño, Rafael Urdaneta, entre muchos otros.[cita requerida]

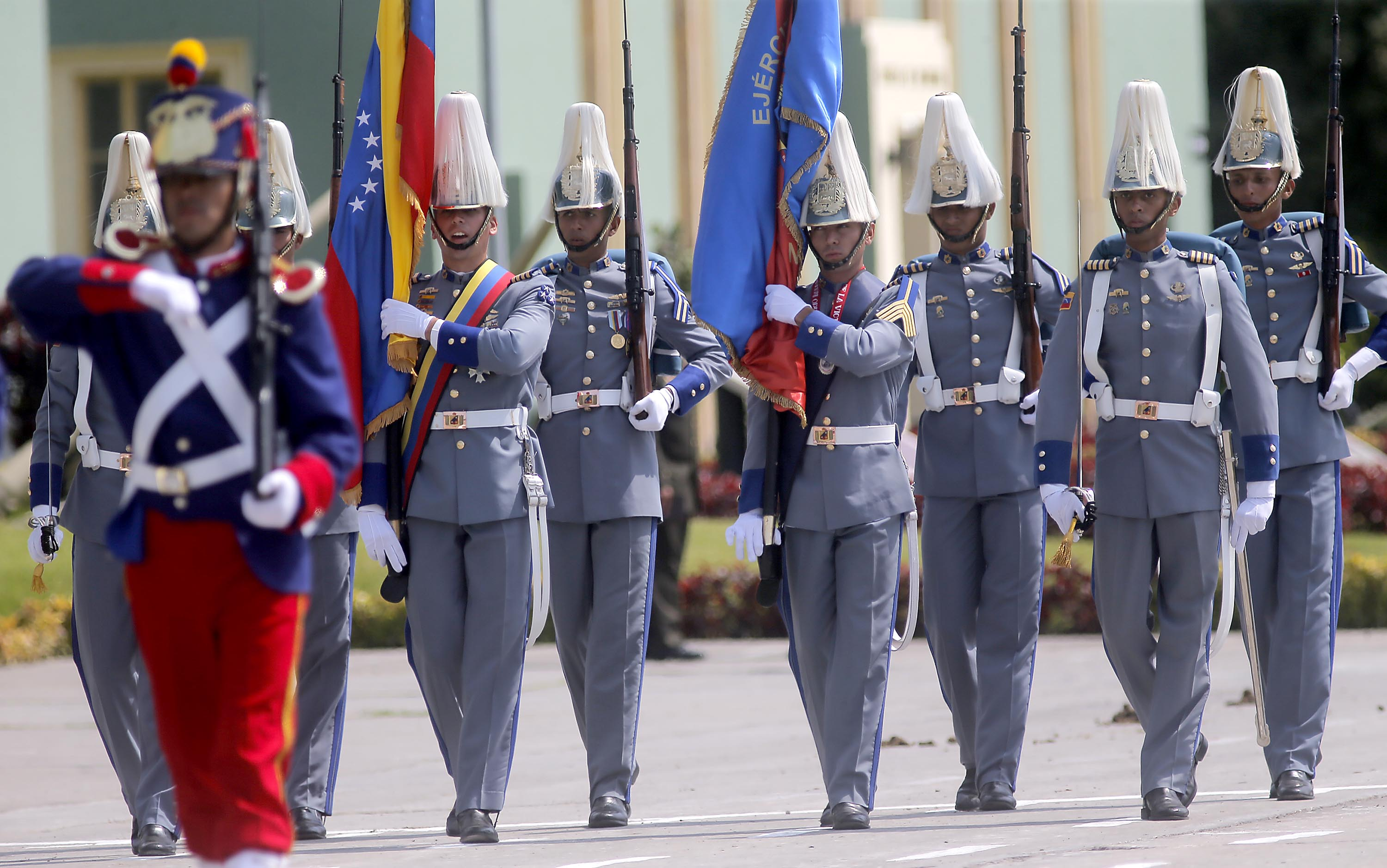
Ceremonia por el Día del Ejército

Ya en los primeros años del siglo XIX, muchos de estos oficiales venezolanos, comenzaron a arribar al país luego de participar en campañas militares en el exterior, en la Guerra de Independencia estadounidense, en la Revolución Francesa; o bien luego de culminar sus estudios en Europa. Con ellos arribaron también una serie de mercenarios de muy diversas nacionales: ingleses, escoceses, irlandeses, franceses, alemanes, brasileños, polacos, rusos, entre otros. Se puede decir que las primeras dos décadas del siglo XIX, el naciente Ejército Libertador, se van en medios de la formación más intelectual que militar de sus cuadros, en las diversas intentonas de desatar la guerra revolucionaria, y en tratar de estructurar un ejército moderno, en medio de esa tarea, es sorprendido el generalísimo Francisco de Miranda, y aparece la figura militar del Libertador Simón Bolívar, quien detiene la formación teórica eterna de dicho Ejército, y llama a la acción inmediata. Bolívar sorprende a sus colegas militares contemporáneos, cuando rechaza parcialmente, los postulados militares napoleónicos, y adopta conductas y costumbres militares más bien inglesas, e incluso solicita a través de terceros, la ayuda de la Corona Británica. Y no se equivocó: el siglo XIX, a la larga, es dominado por las influencias militares británicas y prusianas. Ya en batalla, Bolívar comienza a desarrollar sus propias tácticas, estrategias y costumbres militares, cuyo legado nos llega hasta el día de hoy.[cita requerida]
Contrario a lo que se ha escrito, la segunda mitad del siglo XIX, el Ejército regular jamás se desactivó, y si bien su desarrollo fue obstinadamente lento, nunca se detuvo, prueba de ello es que se mantuvo durante ese tiempo una escuela de oficiales (la Academia Militar de Matemáticas, que por decir algo se adelantó en décadas a la política de unificación de armas y servicios de la Academia Militar española, de hecho esta es posterior a la venezolana), una Tropa permanente, se crean nuevas armas y servicios, incluido el Cuerpo de Zapadores. Esta etapa del Ejército venezolano, esta signada por luchas intestinas y un dominio importante de las milicias locales, sin formación profesional. La poca ayuda externa en materia militar en esta etapa, se limitó a los ingleses. Las figuras militares del Ejército más importantes de esta etapa son el mariscal Juan Crisóstomo Falcón, el general en jefe Cipriano Castro, el general de brigada Ezequiel Zamora y Manuel Ezequiel Bruzual. [cita requerida]

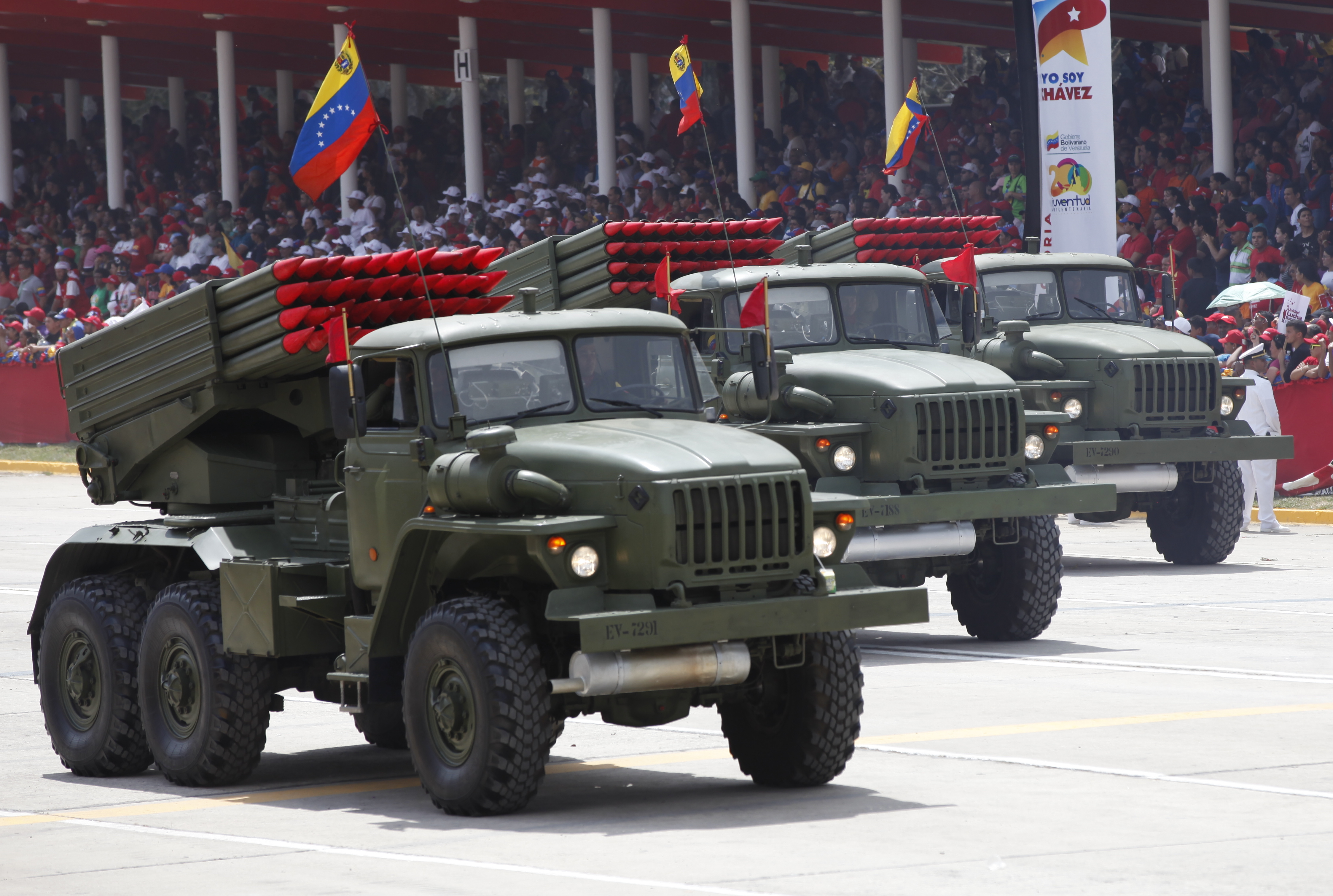
BM-21

antiaéreo S-300

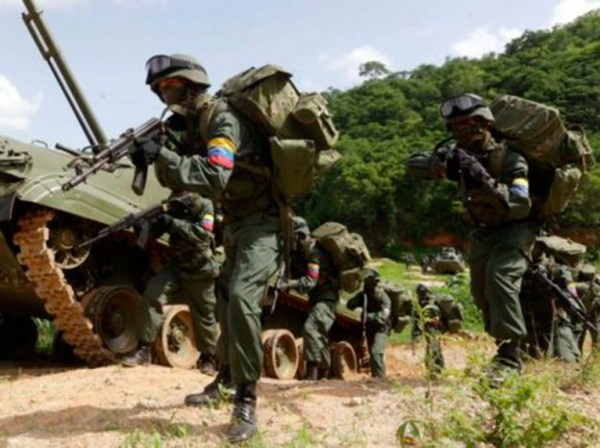
Soldados del Ejército

Ya en la primera mitad del siglo XX, aparece la figura política del general en jefe Juan Vicente Gómez, el cual inicialmente basado en los planes del general en jefe Cipriano Castro, comienza una modernización profunda en el Ejército, pero no crea un Ejército nuevo. Esta modernización contó con la ayuda de instructores y consejeros chilenos, franceses, italianos y alemanes. Curiosamente, la tardía influencia prusiana, no le llega al Ejército venezolano de la mano de los alemanes, sino de la mano de los chilenos. En esta etapa las figuras militares y políticas más relevantes (aparte del propio general Gómez), fueron el general en jefe Eleazar López Contreras y el general de división Isaías Medina Angarita.[cita requerida]
La segunda mitad del siglo XX, nace igual de turbulenta para el Ejército, pero este se proyecta al futuro como una fuerza moderna, si bien aún no cohesionada. Ya bajo el gobierno del general de división Marcos Pérez Jiménez, aparece la influencia cultural, política y militar más preponderante de toda la historia del Ejército: la influencia estadounidense. De manera celosa el Ejército venezolano, a lo largo de las posteriores décadas, mantuvo en su seno, una precaria pero existente influencia francesa, a modo de equilibrio ante la avasallante influencia estadounidense. Entre los años 1945 y 1952, se produce un importante programa de equipamiento militar casi monopolizado por las compras a Estados Unidos (aunque otras fuerzas adquirieron material de otras procedencias). Y nuevamente en los primeros años de la década de los años 70, aunque de una manera más equilibrada por sus orígenes. La historia completa de esta etapa aún se está escribiendo.[cita requerida]

### Armada Bolivariana

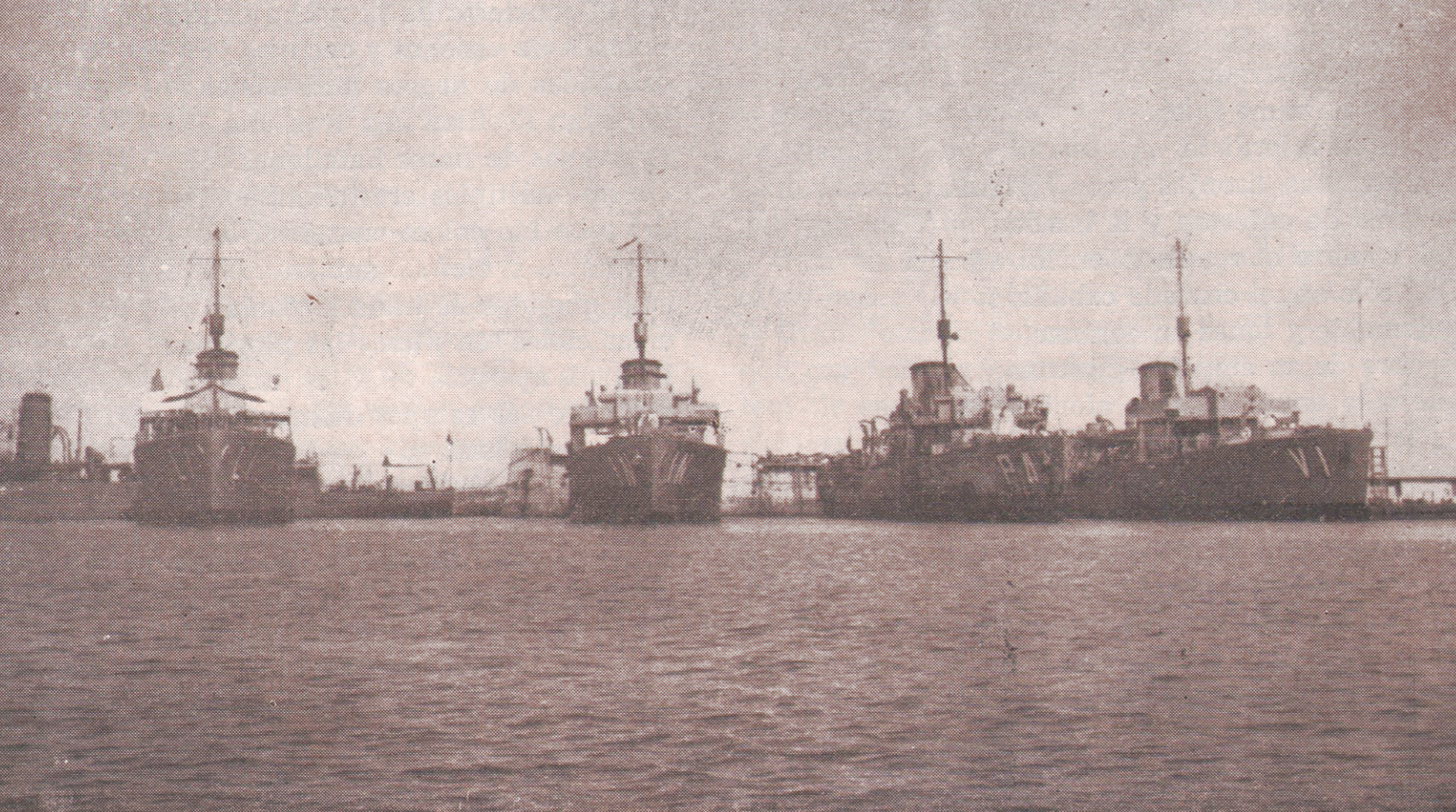
Corbetas venezolanas clase Flower, 1945.

La Armada Bolivariana es el componente de fuerza naval de la Fuerza Armada Nacional Bolivariana. La misión fundamental de la Armada es la de ejecutar, dirigir y controlar las operaciones navales, aeronavales, anfibias, fluviales, guardacostas y de apoyo a las actividades acuáticas a fin de garantizar el cumplimiento de los planes de empleo.
El personal estimado es de 35.000, hombres y mujeres, incluyendo a 8.000 Infantes de Marina y unos 500 efectivos de la Aviación Naval. La cadena de mando de la Armada venezolana es la siguiente: Comandante General, inspector general y jefe del Estado Mayor General. Existen cinco grandes comandos: Comando Naval de Logística, Comando Naval de Personal, Comando Naval de Educación, y el Comando Naval de Operaciones, que a su vez está integrado por: el Comando de la Escuadra, el Comando Fluvial, el Comando de Aviación Naval, el Comando de Guardacostas, y la División de Infantería de Marina. Operacionalmente el país está dividido en dos zonas navales; Zona Naval de Occidente (CG: Punto Fijo) y Zona Naval de Oriente (CG: Carúpano) que de momento, cubre también la Fachada Atlántica. Está proyectada la activación de las zonas navales del Centro (CG: Puerto Cabello), del Atlántico (CG: Güiria) y del Sur (CG: Caicara del Orinoco).

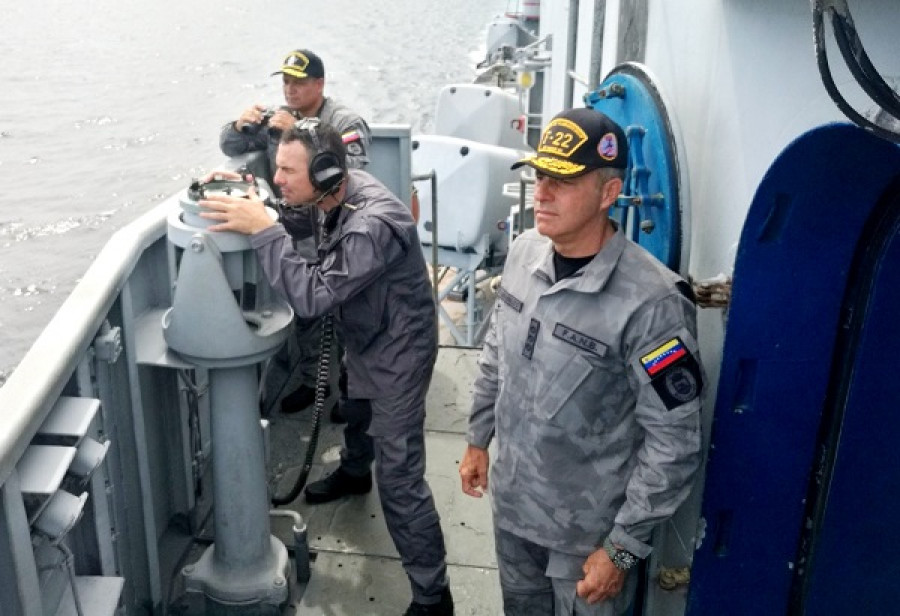
Personal de la Armada Bolivariana

El origen más remoto de la Armada venezolana lo podemos situar en la Expedición a La Vela de Coro de Francisco de Miranda, en cuya primera expedición contó con el apoyo tres buques: el bergantín “Leander”, y las goletas “Bacchus” y “Bee”. En esta expedición, Miranda enarboló el pabellón tricolor venezolano, zarpando del Puerto de Jacmel, en la costa sur de Haití, el 28 de marzo de 1806, hacia tierra venezolana en persecución de la libertad para su patria. Miranda intentó dos veces en 1806 invadir el territorio venezolano, con una expedición armada proveniente de Haití. Sus incursiones terminaron en fracasos por muy diversos motivos. En 1811 se crea la primera Escuela Naval de Venezuela en el Puerto de La Guaira, con el nombre de Escuela Náutica, bajo la dirección del Alférez de Fragata Vicente Parrado, para la formación de guardiamarinas. Entre 1811 y 1813, nace propiamente, la Escuadra Nacional. Ese mismo año de 1813, se inician las primeras hostilidades que involucran a la Escuadra Nacional. A partir de allí, y de manera intermitente se activan y desactivan escuadras, hasta que el Libertador Simón Bolívar, en marzo de 1816, organiza en Los Cayos de San Luis, en Haití, una nueva Expedición Libertadora. Ya nunca más volvería a desaparecer esta. El 24 de julio de 1823, se llevaría a cabo la significativa Batalla Naval del Lago de Maracaibo, donde la Flota y la Infantería, de la Armada Libertadora, demostraron su destreza y valor. Dicha batalla consolidó la independencia lograda dos años antes en el Campo de Carabobo. La segunda mitad del siglo XIX, la Escuadra Nacional se vio muy reducida en cantidad de buques, pero en ese periodo llegaron los primeros buques a vapor. Dentro del período comprendido entre los años 1845 y 1890, en los distintos alzamientos que alteraban la conducción política del país, los buques de Armada venezolana, se repartieron indistintamente entre el gobierno y sus oponentes, incrementándose el número de ellos, para luego ser desincorporados una vez concluidas las distintas revoluciones.

En la primera mitad del siglo XX, inicia su andadura con un bloqueo naval impuesto por las potencias europeas, bloqueo que solo cesa cuando interviene Estados Unidos para hacer valer la doctrina Monroe, mediante presencia naval frente a las costas. Sin embargo, ya en la década de los años 20, restituidas las relaciones internacionales con las potencias europeas, se vuelve a recurrir a la ayuda de estos países, concretamente a Italia e Inglaterra, que son los que monopolizan, hasta mediados de la década de los años 40, todas las adquisiciones y ayudas técnicas y doctrinarias en la Armada venezolana. En este periodo, ingresan los primeros buques blindados y artillados para la guerra desde su diseño (pues los buques de las últimas décadas del siglo XIX, eran buques mercantes modificados para la guerra). En 1909 comienza la producción nacional diques y astilleros nacionales, con la colocación de la quilla de un guardacostas de vapor, que recibió el nombre de “29 de Enero”, el primero de una serie de tres (los otros serían: el “Cristóbal Colón” y el “Ciudad Caracas”).

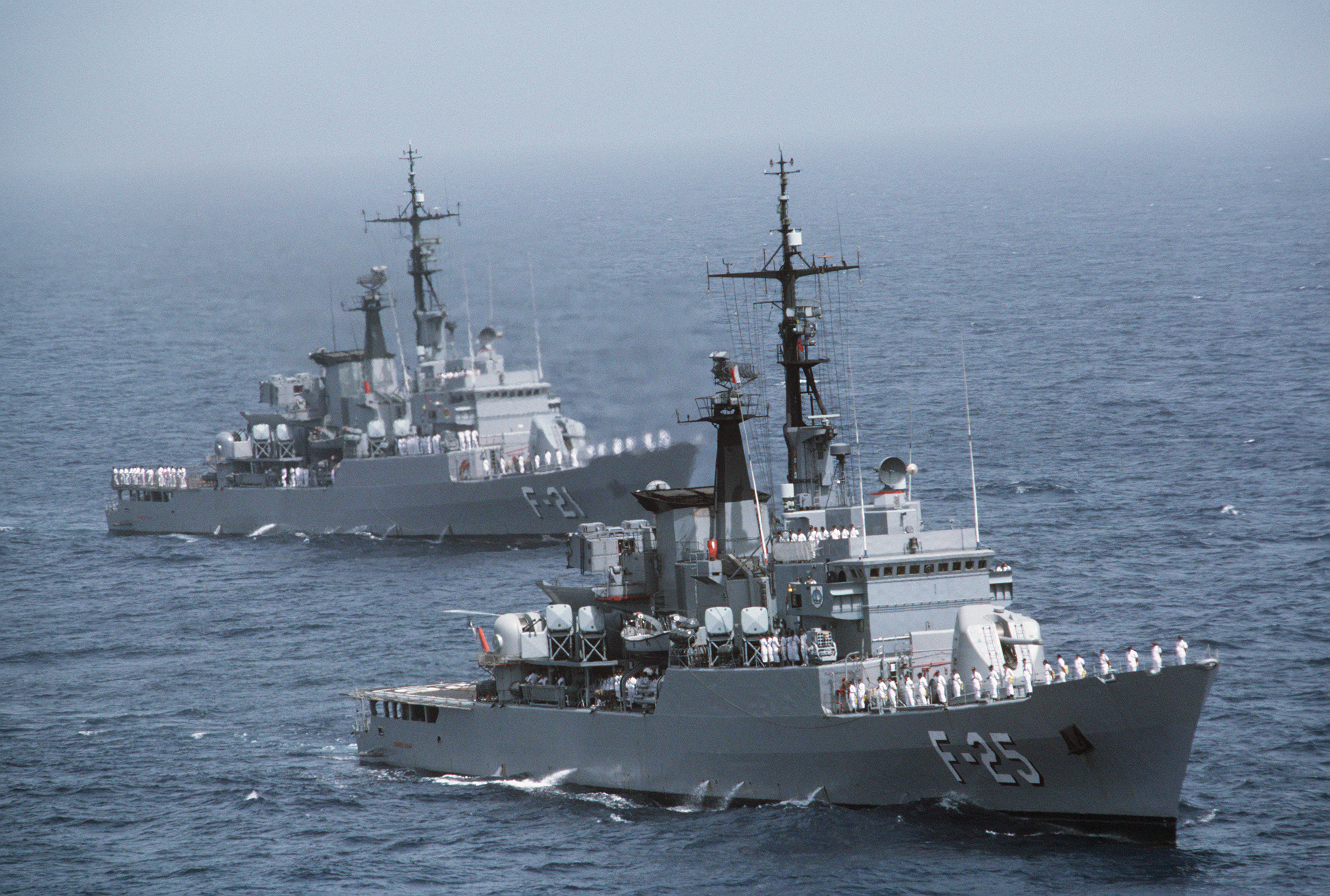
ARV General Salóm (F-25) y ARV Mariscal Sucre (F-21)

La segunda mitad del siglo XX, comienzan con un incremento considerable en el poder naval, con la incorporación a partir de 1945, de siete corbetas ex – canadienses y un buque de desembarco ex – estadounidense, también se inicia la construcción de un mini submarino de desarrollo nacional que nunca se concluye; y luego a principios de los años 50, se adquieren tres destructores pesados británicos y seis destructores ligeros italianos, todos de nueva fabricación. En los años se produce un notorio estancamiento en el desarrollo de la Armada venezolana y solo se reciben algunos viejos buques de segunda mano estadounidense, pero entre ellos se recibe el primer submarino de la Armada, el “Carite”. Ya en los 70 es que la Armada venezolana da un paso importante en su modernización bajo el plan denominado: “Reafirmación Marítima”, el cual estipulaba la creación del Escuadrón Aeronaval, la adquisición de unidades nuevas (submarinos, fragatas, veleros, etc.), para reforzar la ya estructurada Escuadra Nacional. En los años 80 se renueva y refuerza el sector de los buques anfibios, con la adquisición en Corea del Sur de cuatro buques tipo LST, y en Estados Unidos dos buques tipo LCU. En los años 90 se produce un nuevo estancamiento, y modernización y adquisiciones que se tenían que realizar en la época, motivado al clima conflictivo que se vivía en el país, se dejan para después.

Una alianza estratégica entre la Unidad Coordinadora de los Servicios de Carenado de la Armada (Ucocar) y la empresa holandesa Damen, permitió la construcción del primer patrullero costero realizado en el país con mano de obra totalmente venezolana. Este es el ARBV Págalo PG-51, el cual se bautizó y botó al agua por primera vez en un acto realizado en las instalaciones de Ucocar, ubicadas en la Base Naval Agustín Armario de Puerto Cabello, estado Carabobo, el jueves 14 de agosto de 2008.

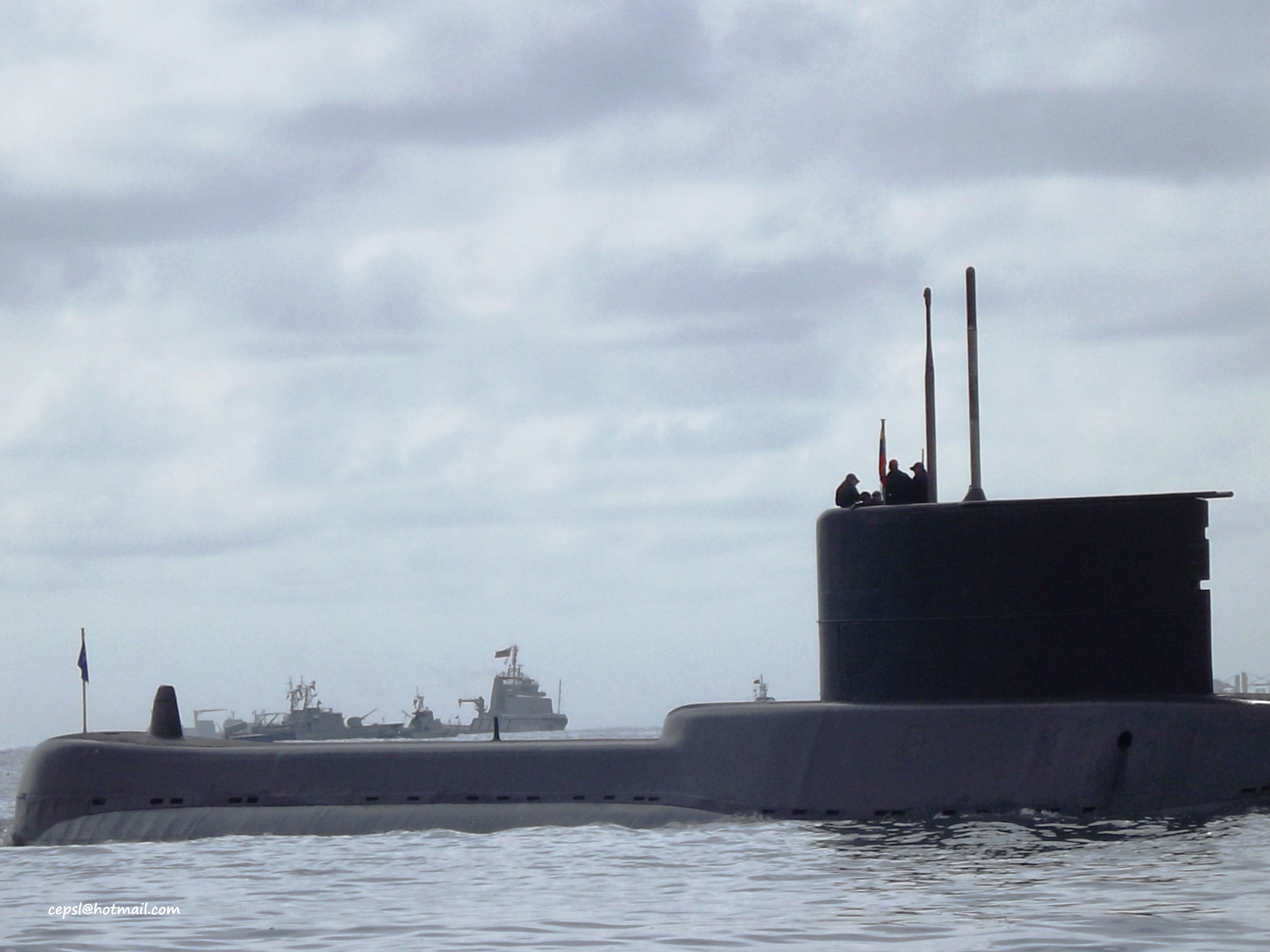
Submarino Oceánico Tipo U-209 S-31 Sabalo

La construcción de esta embarcación comenzó el 28 de junio de 2007, con el objetivo de cubrir la necesidad de la Armada Bolivariana en la adquisición de unidades que contribuyan a aumentar la capacidad de resguardo y control marítimo en nuestras costas.
El Págalo PG-51 es un buque de casco en V capaz de alcanzar hasta 27 nudos de velocidad con el empleo de sus motores de 2.800 caballos de potencia. La embarcación está concebida para albergar 11 tripulantes, pudiendo inclusive alojar personal masculino y femenino en camarotes independientes.
Entre algunas de sus especificaciones técnicas se destacan sus motores diésel propulsores marca Caterpillar, tanques de agua con capacidad total de 4.200 L, planta desalinizadora de 2.000 L de agua por día, planta de tratamiento de aguas negras, radar de navegación de alta tecnología, ecosonda, GPS, tanque de combustible de 12.000 L (diésel), entre otras.

### Aviación Militar Bolivariana

F-16 venezolano durante la Crisis de la corbeta Caldas 1987

La Aviación está organizada como los demás componentes sobre la base de grandes componentes: Comando de Operaciones Aéreas (integrados a este hay doce Grupos Aéreos, especie de regimientos constituidos por los aviones de transporte, cazas y helicópteros de la Aviación Militar), Comando de la Defensa Aérea, Comando de Infantería Aérea, Comando Logístico, y el Comando de Personal. Su objetivo principal es el de resguardar el espacio aéreo de Venezuela, en coordinación con los restantes componentes de la Fuerza Armada Nacional, y participar activamente en el desarrollo integral de la nación.

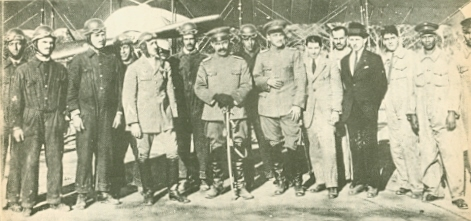
Pioneros de la Aviación Militar junto al presidente dictatorial Juan Vicente Gómez 1925

La historia de la Aviación Militar venezolana se desarrolla a lo largo del siglo XX. El 10 de diciembre de 1920, un grupo de quince personalidades presidido por el Coronel David López Enríquez y con la participación de asesores de la firma francesa Farman, encabezan al acto de declarar instalada la Escuela de Aviación Militar de Venezuela. El Ejecutivo Nacional de entonces, contrata a la que parecía ser la más importante potencia militar y aérea de la época de la primera posguerra; la República de Francia, recibiendo no solo personal instructor y técnicos sino también material aeronáutico. Aunque también se convoca los servicios de técnicos italianos y pocos años después, a algunos instructores alemanes. El nuevo impulso que recibe la Aviación militar es cuando se firma un convenio con el gobierno de Italia, y llega la Misión Aeronáutica Italiana la cual permanece en el país entre los años 1938 y 1940, cuando debe retirase motivado al inicio de la gran guerra. Esta Misión italiana, constituida por el teniente coronel Ivo de Bittembeschi, como instructor de bombardeo y el mayor Oscar Molinari, como instructor de caza, quienes dan un significativo impulso a estas dos especialidades dentro de la incipiente tecnificación de la Aviación Militar venezolana. El 13 de enero de 1944, llega al país la primera Misión Aeronáutica Estadounidense, con el objeto de realizar una evaluación del personal, equipos e instalaciones, ya que el inventario aéreo había sufrido deterioro por falta de partes y repuestos a consecuencia de la II Guerra Mundial. La influencia militar y cultural estadounidense dentro de la Aviación Militar venezolana, y se mantiene casi hasta nuestros días.

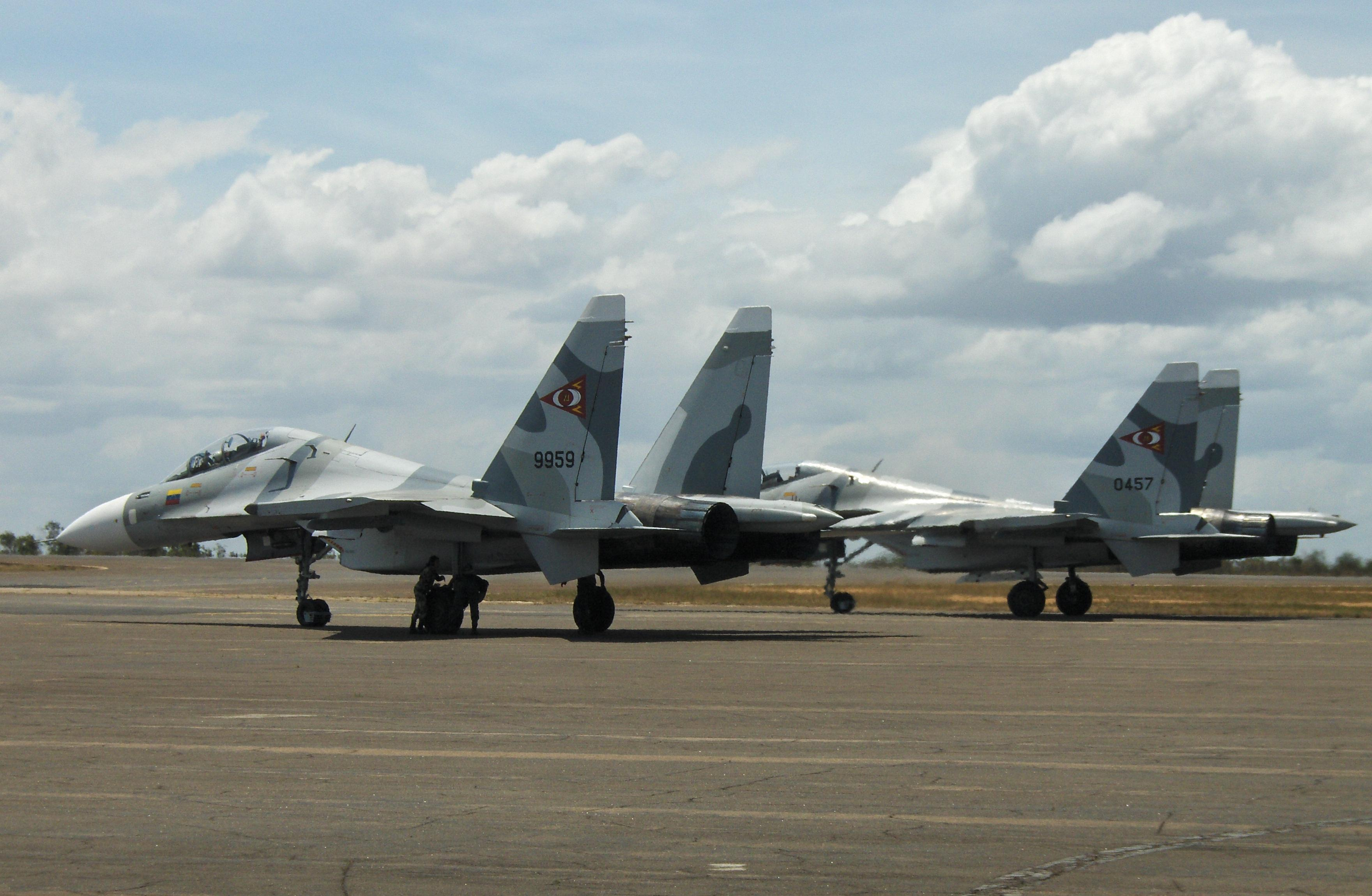
Aviones Sukhoi 30 de la Fuerza Aérea Venezolana

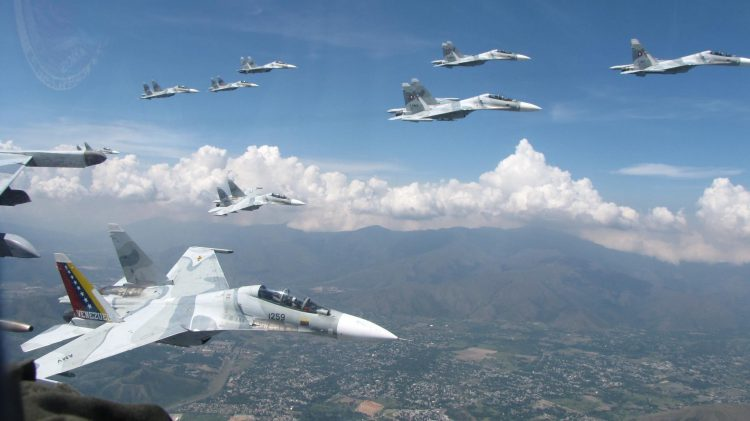
Formación de Sukhoi Su-30

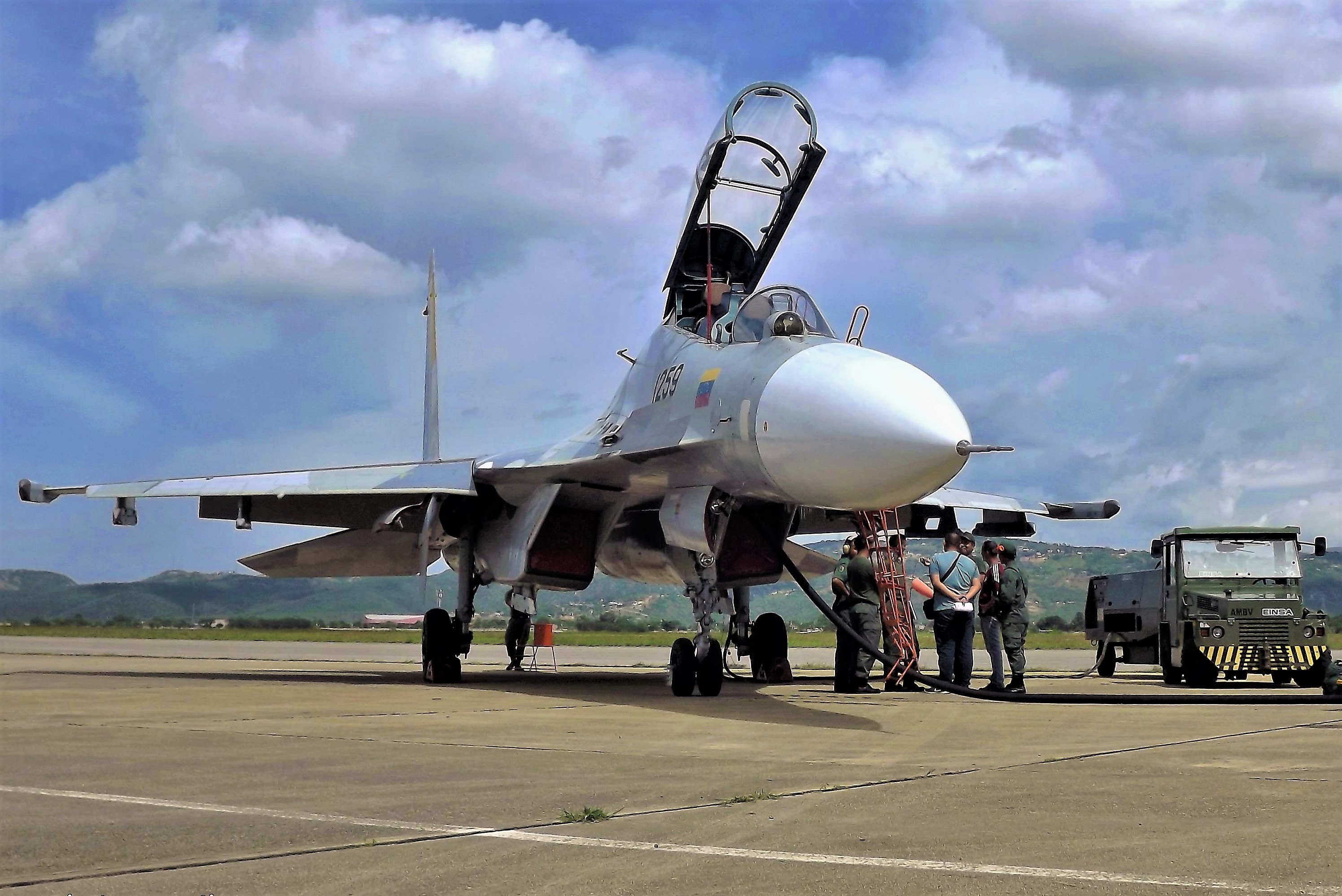
Vista frontal de un Sukhoi Su-30MK2

El 22 de junio de 1946 es la fecha estelar de la Fuerza Aérea Venezolana, porque la Junta Militar Revolucionaria de Gobierno, instaurada a raíz de los acontecimientos políticos del 18 de octubre de 1945, emite el Decreto con rango de Ley N.º 349, mediante el cual se crean "Las Fuerzas Aéreas Venezolanas", y se le da igual rango y categoría que a la que poseen el Ejército y la Armada dentro de las Fuerzas Armadas Militares de la Nación. El día 10 de octubre de 1947, se promulga el Resuelto Ministerial N.º 342 del Ejecutivo Nacional, firmado por el entonces ministro de la Defensa, teniente coronel Carlos Delgado Chalbaud, en el cual se reorganizan las recién creadas "Fuerzas Aéreas Venezolanas", documento este que constituye el acta de nacimiento de la estructura aérea actual, porque específica detalladamente, el primer plan de organización para la naciente institución. En los años 50 en paralelo a la influencia estadounidense, la Fuerza Aérea de entonces firma una serie de convenios de cooperación técnica con el Reino Unido, y se adquieren los primeros aviones de reacción de toda Latinoamérica (los Venom y Vampire).

Ya en los años 70, se producen toda una serie de cambios y modernizaciones en el seno de la Fuerza Aérea venezolana. La Comandancia General de la Aviación, ubicó su sede en la Base Aérea “Generalísimo Francisco de Miranda”, el día 5 de diciembre de 1970, ubicación que tiene en la actualidad. Y se comienzan a adquirir una serie de sistemas aéreos, que le han permitido a la Fuerza Aérea, hoy Aviación Militar Bolivariana de Venezuela, garantizar la seguridad de la nación hasta nuestros días. Se adquiere el primer caza de vuelo supersónico (el F-5) de toda Latinoamérica, se adquiere el primer caza de vuelo supersónico sostenido (el Mirage V) de toda Latinoamérica casi en paralelo a Brasil, se adquiere el primer caza capaz de realizar maniobras cerradas a 9G y mandos de gases de toda Latinoamérica (el F-16).

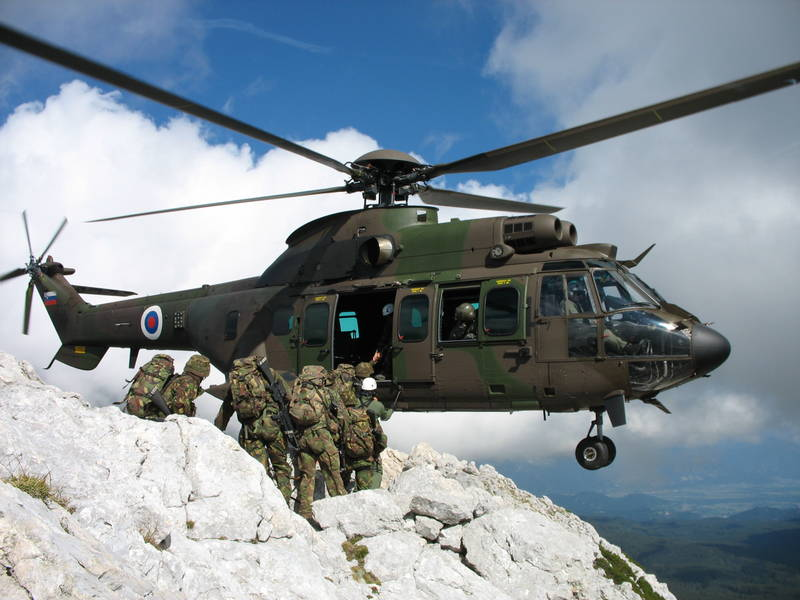
Eurocopter AS 532 Cougar

Manteniendo la tradición de primacía en Latinoamérica, en el año 2006 se adquieren los cazas de fabricación rusa Su-30 MK2, los cuales son los primeros cazas de altas prestaciones y superioridad aérea de toda Latinoamérica, gracias a su doble deriva y doble turborreactores, su autonomía de combate (aproximadamente 3.000 km sin tanques suplementarios de combustibles) su moderno radar y gran capacidad de carga hace de estos cazas los más poderosos de Latinoamérica. Así mismo en el año 2010 la Nación Venezolana puso en servicio unas de sus últimas adquisiciones como resultado de un contrato con la potencia emergente de la República Popular China, las aeronaves de entrenamiento aéreo de última generación K-8 Karakorum para los pilotos del componente aéreo de la Fuerza Armada Venezolana.

### Guardia Nacional Bolivariana
Sus inicios se remontan a la misma Independencia de Venezuela, cuando el generalísimo Francisco de Miranda, la crea como un cuerpo para la custodia y orden de las cámaras legislativas del naciente congreso republicano, siendo abolida al caer la Primera República; de allí fue resurgiendo modestamente a lo largo de la historia, hasta que es finalmente, fue fundada el 4 de agosto de 1937 por el entonces presidente de la República, general en jefe (Ej) Eleazar López Contreras. Uno de sus principales exponentes fue el teniente coronel (GN) Oscar Tamayo Suárez, mejor conocido en la historia de este cuerpo como "'El Comandante'", puesto que este logró que la Institución dejase de ser un cuerpo especial del Ejército para ser una Fuerza Armada más, así mismo le aseguró un prestigio sin igual a esta Institución castrense, alcanzando su reconocimiento ante el resto de las Fuerzas militares de Venezuela, a partir de la década de los años 1950, desde cuando comenzó a denominarse como Fuerzas Armadas de Cooperación (FF.AA.C), aunque siempre ha sido más conocida como la Guardia Nacional. Actualmente es uno de los cuatro componentes que conforman la Fuerza Armada Nacional de Venezuela; que a la luz de los recientes acontecimientos que han originado las reformas en la Ley Orgánica de la Fuerza Armada Nacional Bolivariana de Venezuela, paso a denominarse de manera legal como Guardia Nacional Bolivariana. 

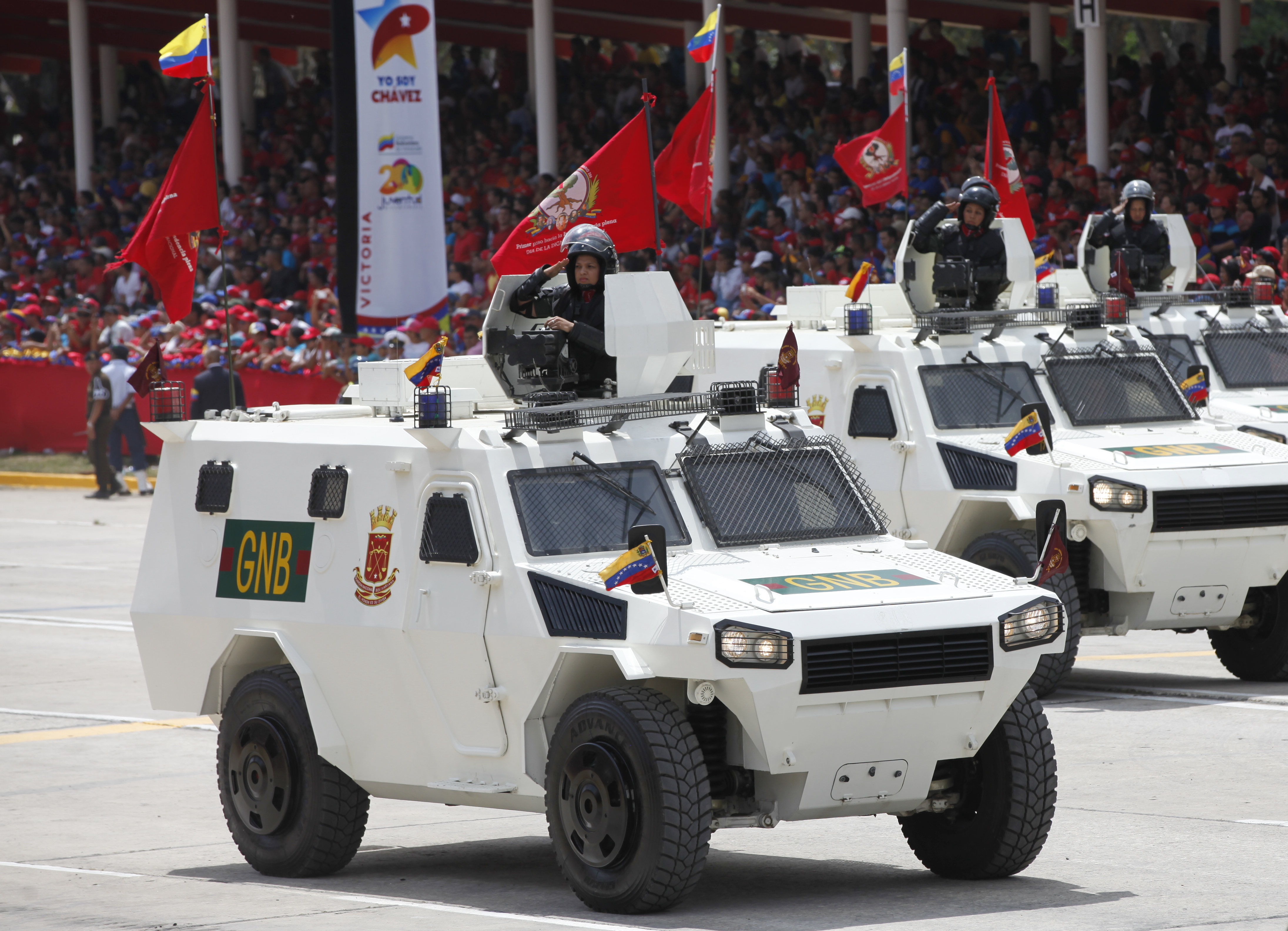
VN-4 de la Guardia Nacional

Por ende, este componente cumple con la función de brindar seguridad y defender la soberanía del territorio nacional venezolano, tanto internamente como a lo largo de sus fronteras, trabajando conjuntamente con el Ejército, la Armada y la Aviación. Al mismo tiempo, participa en operativos de seguridad interna en colaboración con los cuerpos policiales estatales y municipales bajo la dirección del Ministerio del Poder Popular para la Defensa y el Ministerio del Poder Popular del Interior y Justicia respectivamente. En consecuencia, en caso de disturbios o saqueos, actúa para disuadir y controlar las protestas y otros desórdenes públicos. Sus funciones se encuentran diseminadas en las especialidades que definen su accionar diario, estas son:

#### Primero

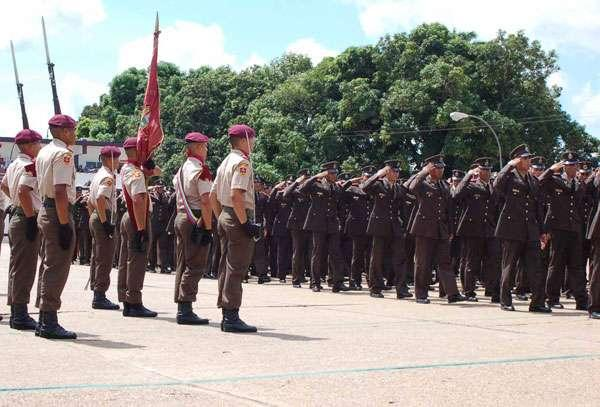
Tropas Profesionales de la Guardia Nacional Bolivariana

Resguardo Nacional.
Resguardo Nacional Aduanero.
Resguardo Nacional Tributario.
Resguardo Minero.

#### Segundo
Servicio de Guardería del Ambiente y de los Recursos Naturales.
Guardería de Suelos y Aguas.
Guardería de Fauna Silvestre y Pesca.
Guardería de Forestación.

#### Tercero
Servicio Antidrogas.
Servicio Antiterrorista.
Comando Nacional Anti-Extorsión y Secuestro.

#### Cuarto
Servicio de Seguridad.
Seguridad Rural y Fronteriza.
Seguridad Urbana y Orden Público.
Seguridad Física de Instalaciones.
Seguridad Penitenciaria.
Seguridad Vial.
En vista de esto, la Guardia Nacional Bolivariana de Venezuela es considerado un cuerpo de seguridad intermedio, tal como sus homólogos o como el considerado su cuerpo madre, la Guardia Civil española; esto es en virtud que es un cuerpo netamente militar con funciones policiales, lo cual le permite desdoblarse fácilmente y atender eficiente y eficazmente, tareas tanto militares como policiales.

### Milicia Bolivariana
La Milicia Bolivariana, está conformado por dos estratos: la Reserva Nacional, constituida por todos los ciudadanos venezolanos que no estén en el servicio militar activo (cuadros temporales de los otros componentes), o que hayan cumplido con el servicio militar o que voluntariamente se incorporen a las unidades de la reserva; y la Milicia Territorial, constituida por todos los ciudadanos venezolanos que voluntariamente se organicen para cumplir funciones de resistencia local ante cualquier agresión externa. De momento el Comando la Milicia Bolivariana, está organizado sobre la base de nueve (09) Agrupamientos de Reserva, con presencia en todo el territorio nacional, y una docena de Cuerpos Especiales de Resistencia (nucleados en torno a contingentes de trabajadores de empresas e instituciones nacionales). Según Diosdado Cabello, para 2020 contaba con cuatro millones de combatientes activos, siendo el componente más numeroso de la FANB.

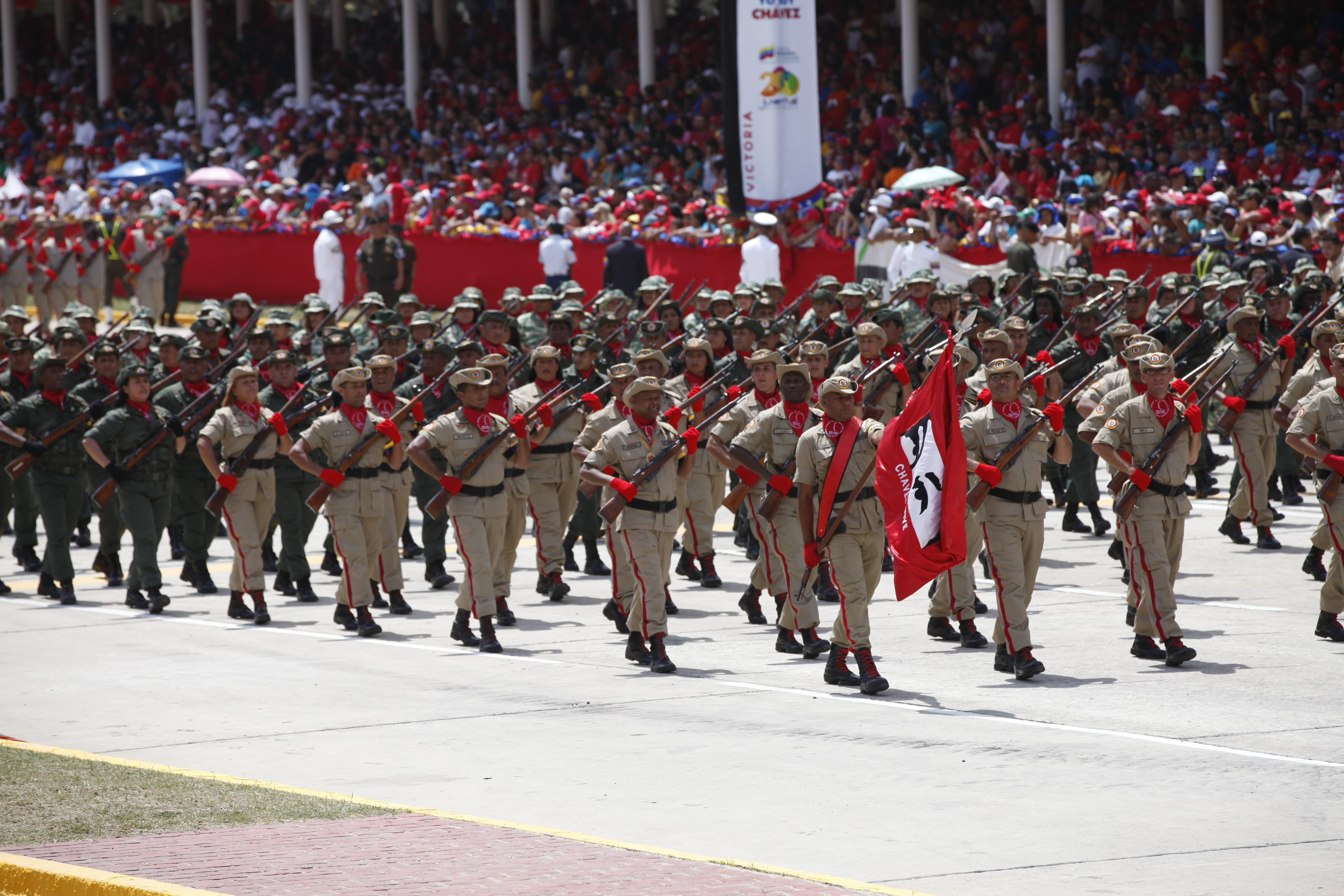
Milicia bolivariana en Caracas

Es la figura más antigua de Defensa de la nación que se conoce[cita requerida], cuyo primer origen lo podemos encontrar en los grupos de resistencia indígenas (básicamente de la civilización Caribe y sus descendientes, que se ganaron la fama de ser valientes, astutos y temerarios) que a lo largo de los siglo XVI, XVII y XVIII, lucharon contra la dominación colonial española.[cita requerida] De todas formas, el 13 de julio de 1797, dos milicianos, Manuel Gual y José María España, se rebelan contra España. La conspiración de Gual y España contó con la participación de todas las clases de la sociedad colonial; fue el primer movimiento que contó con raíces populares. Luego en la primera mitad del siglo XIX, agrupaciones de campesinos se unieron a la causa libertadora, constituyéndose en elementos auxiliares en los ejércitos libertadores formados por soldados y oficiales formados académicamente.[cita requerida] Ya en la segunda mitad del siglo XIX, aparecen las Milicias, por lo general grupos de montoneros que reunían los caudillos locales en las provincias, entrono así para su protección, estas fueron reglamentadas mediante Leyes de Milicias. Pasaron cien años aproximadamente, para volver a recurrir a la figura de las Reservas, como fuerzas autónomas y auxiliares de los restantes componentes. El Comandante General de la Milicia Nacional es el Mayor General (Ej) Carlos Leal Tellería.

## Controversias

### Cártel de los Soles
El Cártel de los Soles es un presunto grupo conformado por miembros corruptos de la Fuerza Armada Nacional Bolivariana y el gobierno venezolano, cuyo objetivo principal es el tráfico de cocaína.  “Cártel de los soles” habría sido utilizado por primera vez en 1993, y la organización se compone principalmente por altos oficiales militares que están estrechamente vinculados al crimen organizado internacional, participando en actividades como narcotráfico, minería ilegal y contrabando de combustible. Además de intervenir activamente en el comercio ilícito de drogas, controlan la actividad minera de varios estados, con participación directa en la extracción y el contrabando de oro, coltán, piedras preciosas y otros minerales.
Según el periodista Héctor Landaeta, el fenómeno empezó cuando el narcotráfico colombiano introdujo cocaína a Venezuela utilizando unidades militares corruptas ubicadas en la zona fronteriza con este país. Tras dichas acusaciones, funcionarios del gobierno de Nicolás Maduro, entre ellos los vinculados, niegan la existencia de dicho cartel organizado.

### Muerte de la teniente Elinés Olivero
La Fuerza Armada Nacional Bolivariana (FANB) se ha visto envuelta en controversias y debates tras la muerte de la teniente Elinés Olivero. Las circunstancias en torno al fallecimiento de la teniente han generado especulaciones, dadas las informaciones divergentes sobre la naturaleza de su muerte. Oliveros fue encontrada sin vida en el estado Bolívar, específicamente en un baño. Aunque la hipótesis inicial apuntaba a un suicidio, informaciones periodísticas y testimonios han planteado interrogantes sobre esta versión. Sebastiana Barráez, indicó que podrían existir aspectos no revelados en torno al incidente que complican la narrativa oficial.
Un elemento que añadió a la polémica fue un audio que se difundió en redes sociales, atribuido a la madre de la teniente Oliveros. En el mensaje, se mencionaba que el cuerpo de Oliveros mostraba signos de violencia, lo que contradijo la versión inicial de un suicidio.Debido a la presión pública y las dudas generadas, el Ministerio Público comunicó que se llevaría a cabo una segunda autopsia para esclarecer las causas de la muerte. Sin embargo, ciertos medios afiliados al gobierno mantuvieron la versión del suicidio. De forma particular, el portal Últimas Noticias divulgó un artículo sobre los resultados de la autopsia, indicando que no se encontraron signos de violencia en el cadáver de Oliveros. Esta publicación fue posteriormente retirada.
Barráez ha cuestionado la postura aparentemente reservada de la FANB en relación con el caso y ha sugerido que la organización podría estar manejando información que no ha sido compartida con el público. La situación ha resaltado la necesidad de transparencia y claridad en casos de alta sensibilidad que involucran a miembros de la FANB.

### Incidente en la cárcel de Tocorón
En septiembre de 2023, un suceso en el Centro Penitenciario de Aragua, popularmente conocido como cárcel de Tocorón, atrajo la atención nacional e internacional hacia la actuación de la Fuerza Armada Nacional Bolivariana (FANB) y el estado de las prisiones en Venezuela.El 20 de septiembre, la FANB intervino en el mencionado centro penitenciario, en un despliegue que involucró a aproximadamente 11.000 agentes con el objetivo de neutralizar a unos 5.500 reclusos, de los cuales muchos se encontraban armados. Esta operación generó escepticismo en la población, y expertos sugirieron la existencia de una "gobernanza criminal" en las cárceles del país. La FANB no pudo confirmar el paradero de miles de estos reclusos, generando inquietud y preocupación entre los observadores.
Tarek William Saab, el fiscal general de Venezuela, respaldó la acción militar calificándola como un "golpe demoledor" al crimen organizado. Sin embargo, muchos cuestionaron la legitimidad y la transparencia de esta operación, especialmente considerando la rapidez con la que se llevó a cabo en comparación con intervenciones anteriores en cárceles. La prisión de Tocorón ha sido identificada como la base de operaciones de "El Niño" Guerrero, líder de la megabanda del Tren de Aragua, uno de los grupos criminales más extensos y poderosos del país, con influencia que se extiende a otros países de América Latina.La intervención en Tocorón se produce en un contexto en el que las acusaciones internacionales sobre violaciones de derechos humanos en Venezuela han sido frecuentes. Algunos analistas sugieren que la toma de la cárcel puede haber sido una estrategia del gobierno de Maduro para desviar la atención de otros temas sensibles a nivel nacional e internacional.